# Мистер Силач Сэкай

Официальная эмблема турнира

«Мистер Силач Сэкай» (англ. Mr. Powerman Sekai, яп. 世界のカ人, также англ. Mr. Strong Guy) — соревнования по смешанным единоборствам, организованные промоутером Сэнсэем Бумата Мататацу, руководителем Европейского Хомбу-додзё «Сэкай» и главой фирмы «Сэкай». Соревнования состоялись 23 января 1996 года в Минске, Белоруссия.

## Предыстория
В 1993 году в США были организованы соревнования по смешанным боевым искусствам, которые получили название «бои без правил». Название возникло по двум причинам: во-первых, по сравнению с другими существовавшими видами спорта, где двое противников сходились в поединке той или иной формы, в данном виде соревнований ограничения были минимальными. Во-вторых, грозное название «бои без правил» было привлекательным для многих зрителей. Мода на такие поединки быстро распространилась по всему свету.

## Турнир
Турнир «Мистер Силач Сэкай» прошёл на цирковой арене без ограждений. Были разрешены все виды технических действий как ударного так и броскового, болевого и удушающего типа. Запрещены только те технические действия, которые ведут к необратимым повреждениям организма (укусы, выкалывания глаз и т. д.). Несмотря на это, участник турнира Роман Тикунов разорвал рот своему противнику Юрию Дегтярю. Тот не смог продолжить бой из-за травмы, и полуфинальная победа досталась представителю организаторов Тикунову.
Победа засчитывалась при сдаче противника, потере сознания (удушение, нокаут), нокдауне (бой не прерывается и наличие нокдауна явно ведет к проигрышу ввиду неадекватности восприятия противника и боя, да ещё и опасно необратимыми повреждениями) и отказа от контрдействий в течение какого-то времени (уход в глухую пассивную защиту на более чем 5 минут). Временной лимит не был установлен и бои не делились на раунды.
Главным рефери турнира был мастер спорта международного класса, чемпион мира по греко-римской борьбе, Александр Залусский.

## Участники
В турнире приняли участие бойцы из Белоруссии и с Украины:
 Беларусь:
- Василий Сивчик, г. Борисов, 32 года, 176 см, 60 кг, саньда.
- Алексей Дивин, г. Борисов, 28 лет, 170 см, 75 кг, саньда.
- Владимир Будько, г. Борисов, 21 год, 178 см, 80 кг, ушу.
- Юрий Будько, г. Борисов, 22 года, 183 см, 80 кг, саньда.
- Николай Яцук, г. Борисов, 32 года, 175 см, 72 кг, русское кэмпо.
- Владимир Хохрин, г. Борисов, 32 года, 190 см, 95 кг, русское кэмпо.
- Роман Тикунов, г. Минск, 20 лет, 177 см, 80 кг, Сэкай-но Кэмпо.

 Украина:

Объявление выхода представителя сэкай-но кэмпо Р. Тикунова

Р. Тикунов объясняет как так получилось, что он порвал рот Юрию Дегтярю

- Сергей Бондарович, г. Харьков, 23 года, 178 см, 81 кг, дзю-дзюцу.
- Юрий Дегтярь, г. Харьков, 23 года, 178 см, 90 кг, тайдзюцу.
- Игорь Вовчанчин, г. Харьков, 22 года, 175 см, 95 кг, кикбоксинг.

Финальный бой продолжался 2 мин. 15 с. Победу одержал И. Вовчанчин боковым ударом в голову. Нокдаун.

Завершающий удар турнира.

Организаторы планировали далее проводить бои почти без правил «Мистер Силач Сэкай», провели отборочные бои среди филиалов Хомбу-додзё «Сэкай» по Белоруссии.

Долго бои без правил запрещены в Белоруссии, хотя спортсмены от Белоруссии участвовали, занимали призовые места и даже становились чемпионами на подобных боях за рубежом (см. Боевые искусства в Белоруссии). Недавно в Белоруссии прошло несколько турниров по К-1 и ММА.

## Результаты боёв на турнире
| Бой | 1-й боец        | 2-й боец          | Победил       | Техническим действием                       | Время и др.                  |
| --- | --------------- | ----------------- | ------------- | ------------------------------------------- | ---------------------------- |
| 1   | Владимир Будько | Алексей Дивин     | В. Будько     | захват за голову                            | сдался                       |
| 2   | Василий Сивчик  | Юрий Дегтярь      | Ю. Дегтярь    | Подавление в партере массированными ударами | За явным преимуществом 04:00 |
| 3   | Игорь Вовчанчин | Николай Яцук      | И. Вовчанчин  | боковой удар рукой в голову                 | нокаут                       |
| 4   | Роман Тикунов   | Юрий Будько       | Р. Тикунов    | прямой удар рукой в голову                  | нокаут 00:20                 |
| 5   | Владимир Будько | Сергей Бондарович | С. Бондарович | удушение сзади                              | сдался                       |
| 6   | Владимир Хохрин | Юрий Дегтярь      | Ю. Дегтярь    | удушение                                    | сдался 01:13                 |
| 7   | Игорь Вовчанчин | Сергей Бондарович | И. Вовчанчин  | маваси в голову                             | нокаут                       |
| 8   | Роман Тикунов   | Юрий Дегтярь      | Р. Тикунов    | разорвал губу рта                           | технический нокаут 01:43     |
| 9   | Игорь Вовчанчин | Роман Тикунов     | И. Вовчанчин  | боковой удар рукой в голову                 | нокдаун 02:15                |